# Psilocymbium defloccatum
Psilocymbium defloccatum là một loài nhện trong họ Linyphiidae.
Loài này thuộc chi Psilocymbium. Psilocymbium defloccatum được Eugen von Keyserling miêu tả năm 1886.